# Malegassenzwergfischer
Der Malegassenzwergfischer (Corythornis vintsioides, Syn.: Alcedo vintsioides) auch Madagaskarzwergfischer oder Schwarzschnabel-Zwergfischer ist eine Eisvogel-Art, die auf Madagaskar und den Komoren vorkommt.

## Merkmale
Der 13 cm lange Malegassenzwergfischer ähnelt dem europäischen Eisvogel.
Er hat einen schwarzen Schnabel; seine Beine sind rot. Der Scheitel ist grünblau-schwarz gebändert, die Oberseiten der Flügel sind dunkelblau, die Kehle ist weiß. Die Brust, der Bauch und die Flügelunterseiten sind hell-rötlich gefärbt.

## Unterarten
Der Malegassenzwergfischer kommt in 2 Unterarten vor:
- C. v. johannae Meinertzhagen, R 1924[2] auf den Komoren
- C. v. vintsioides (Eydoux & Gervais, 1836)[3] auf Madagaskar

## Lebensraum und Nahrung
Der Malegassenzwergfischer lebt vorwiegend in Mangrovengebieten und ernährt sich von kleinen Fischen, Krustentieren und Insekten.

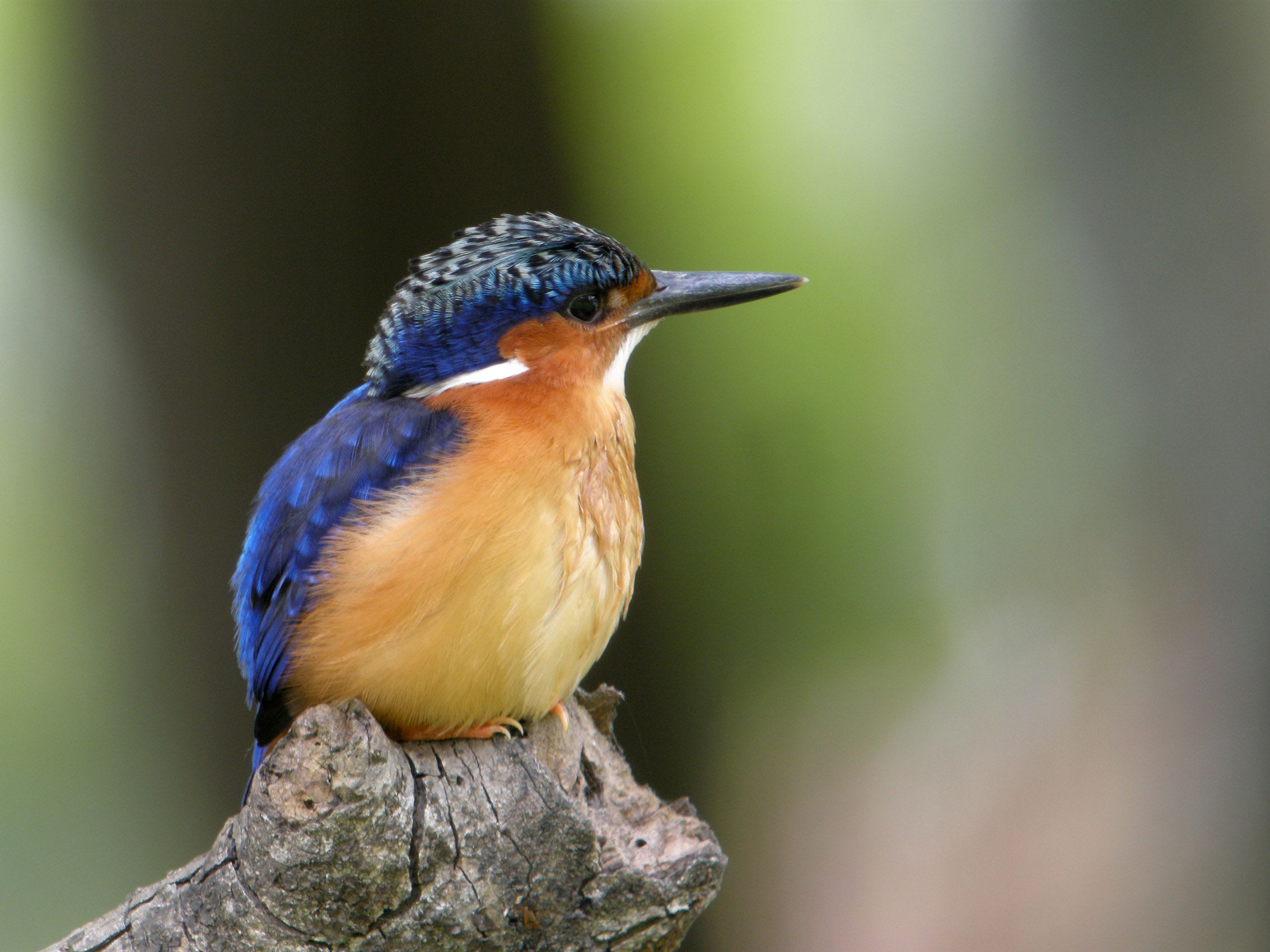
Malegassenzwergfischer